# Wo bist du? (Kurzgeschichte)
Wo bist du? (chinesisch 你在哪裡 / 你在哪儿, Pinyin Nǐ zài nǎ'er) ist eine Science-Fiction-Kurzgeschichte der chinesischen Schriftstellerin Hao Jingfang, zuerst veröffentlicht im Oktober 2017. Eine deutsche Übersetzung von Michael Kahn-Ackermann erschien am 14. September 2020 in der Anthologie Quantenträume, herausgegeben vom Heyne Verlag.

## Handlung
Der Unternehmer Ren Yi arbeitet am Doppelgängerprogramm, welches Menschen zusätzliche Assistenten zur Verfügung stellen soll. Da die Kundenzufriedenheit stagniert und sich keine Investoren finden, plant er eine große Veranstaltung, um mithilfe seiner Doppelgänger die Technologie mit starkem Eindruck zu präsentieren. Während der Planung lässt er seine Assistentin Xiao Nuo öfter mit seiner Freundin Susu telefonieren, um die Pläne für ein gemeinsames Abendessen zu ändern. Als Ren Yi erfährt, dass tausende Kunden ihr Geld für ein Ticket für die Veranstaltung zurückhaben wollen, da nicht der echte Ren Yi, sondern nur einer seiner Doppelgänger auftritt, springt er selbst spontan ein. Auf der Bühne führt er eine Diskussion mit seinem Doppelgänger, der ihn jedoch als den wahren Doppelgänger bezeichnet. Als Ren Yi zu spät im Restaurant eintrifft ist Susu völlig verärgert, dass er nicht gekommen ist, obwohl er ironischerweise sogar über Doppelgänger verfügt. Ren Yi bricht verzweifelt zusammen und denkt, dass niemand versteht, was er nun versteht.

## Übersetzung
Eine koreanische Übersetzung erschien am 27. März 2020.